# Bocicoiu Mare
Bocicoiu Mare là một xã thuộc hạt Maramureș, România. Dân số thời điểm năm 2002 là 4476 người.